# Даньковський Сергій Валентинович
Сергі́й Валенти́нович Данько́вський (нар. 11 жовтня 1978 року, Київ) — український футбольний арбітр.

## Кар'єра
Сергій Даньковський почав свою суддівську кар'єру з арбітражу аматорських регіональних змагань в 1997 році. Через рік Даньковський обслуговував матчі аматорської ліги України. З 1999 по 2003 роки судив ігри команд другої ліги. У 2003 році киянин став арбітром першої ліги. Суддею Прем'єр-ліги є з 2008 року.